# Sidi Bouzid
Sidi Bouzid (tiếng Ả Rập: سيدي بوزيد, Sidi Bu Zīd), đôi khi được gọi là Sidi Bou Zid hoặc Sidi BU Zayd, là một thành phố ở Tunisia và là thủ phủ của tỉnh Sidi Bouzid ở trung tâm của đất nước. Sau vụ tự thiêu của Mohamed Bouazizi ở Sidi Bouzid, thành phố này đã là nơi khởi phát cuộc đụng độ đầu tiên của cuộc cách mạng Tunisia 2010-2011 và một chất xúc tác cho các cuộc biểu tình khác trong khu vực, thường được gọi là mùa xuân Ả Rập.
Khu vực này đã là địa điểm của một trận chiến diễn ra trong tháng 2 năm 1943, một phần của Chiến dịch Tunisia chiến tranh thế giới thứ II. Cuộc chiến này bắt đầu vào ngày 14 tháng 2 năm 1943 ở đỉnh đèo Faid gần đó khi ngày 10 và 21 sư đoàn Panzer Đức đã tấn công các phần tử của Sư đoàn 1 Thiết Kỵ và Bộ Binh 168. Trận Sidi Bou Zid này là hành động mở cửa vào những gì được biết đến như là trận đèo Kasserine.